# Автопортрет с физалисом
«Автопортрет с физалисом» (нем. Selbstbildnis mit Lampionfrüchten) — картина австрийского художника Эгона Шиле. Одно из самых известных произведений художника и одновременно одно из лучших его изображений самого себя. Шиле задумал автопортрет в пандан к выполненному в тот же период портрету его подруги Валли. «Автопортрет с физалисом» находится в коллекции Музея Леопольда и демонстрируется в зале OG3.
«Автопортрет с физалисом» был написан на пике творческого развития художника, когда его экспрессионизм обрёл спокойствие и приблизился к реальности. В сбалансированной композиции ничего не было отдано на волю случая, каждая линия имеет своё продолжение или эквивалент. Голова и тело срезаны по горизонтали краями картины прямоугольной формы, тяжесть этих тёмных элементов отражают ярко красные фонарики физалиса. Голова Шиле наклоняется вправо, а его взгляд в противоположном направлении фиксируется непосредственно на зрителе, и художник выглядит ранимым и самоуверенным одновременно. Некоторым критикам в трёхчетвертном повороте головы Шиле видится надменность, а во взгляде и вздёрнутом левом плече — высокомерие, и только изгибающийся стебель физалиса намекает на хрупкость устройства внутреннего мира мастера.
По мнению Верены Гампер, руководителя центра документации Эгона Шиле в Музее Леопольда, никто из венских художников на рубеже XIX—XX веков не занимался столь интенсивно изображением собственного лица, тела и личности, как Эгон Шиле. В искусствоведении имя художника поэтому воспринимается синонимом венского модерна, заявившего своей центральной темой кризис индивидуума.
Первым владельцем автопортрета был Генрих Майер, Рудольф Леопольд приобрёл картину в 1954 году у наследников, племянников Рихарда и Йозефа Парцеров. В 1994 году «Автопортрет с физалисом» перешёл в собственность Музея Леопольда.